# Extensions de l'alphabet phonétique international
 (juillet 2019).
Les extensions de l’alphabet phonétique international sont des symboles et diacritiques additionnels à l’API utilisés pour noter les troubles de la parole. Ces extensions sont maintenues par l’International Clinical Phonetics and Linguistics Association (en). Certains de ses symboles sont utilisés afin de traduire des caractéristiques du discours normal dans une transcription en alphabet phonétique, et sont acceptés comme tel par l'Association phonétique internationale.

## Description

### Lettres
| ʩ | Consonne fricative vélopharyngale (ronflement; fréquent avec une fente labio-palatine) |
| ʪ | Consonne fricative alvéolaire latérale et médiane sourde, [ɬ͡s] (sigmatisme latéral de /s/, avec passage d’air simultanée sur l’avant de la langue et sur ses côtés)                              |
| ʫ | Consonne fricative alvéolaire latérale et médiane sonore, [ɮ͡z] (sigmatisme latéral de /z/) |
| ʬ | Consonne percussive bilabiale (baiser audible) |
| ʭ | Consonne percussive bidentale (grincement des dents audible) |
| ¡ | Consonne percussive sous-alvéolaire sublaminale (claquement de la langue) |
| ꞎ | Consonne fricative latérale rétroflexe sourde ; = ɭ̊˔ |
| 𝼅 | Consonne fricative latérale rétroflexe sourde; = ɭ˔ |
| 𝼆 | Consonne fricative latérale palatale sourde ; = ʎ̝̊ |
| 𝼆̬ | Consonne fricative latérale palatale sonore ; = ʎ̝ |
| 𝼄 | Consonne fricative latérale vélaire sourde ; = ʟ̝̊ |
| 𝼄̬ | Consonne fricative latérale vélaire sonore ; = ʟ̝ |
| 𝼀 | Consonne roulée vélopharyngale ; = ʩ𐞪 (ʩʀ) |
| 𝼃 | Consonne occlusive sourde d'articulation vélodorsale (mouvement du voile du palais vers l’arrière de la langue). Auparavant ⟨ʞ⟩ (symbole utilisé dans l’API jusqu’en 1989 pour le clic vélaire). |
| 𝼁 | Consonne occlusive vélodorsale sonore ; = 𝼃̬ |
| 𝼇 | Consonne nasale vélodorsale voisée ; = 𝼃̃ |
| ꞯ | Consonne occlusive pharyngale sourde ; = q˗ ~ ʡ̥˖ |
| 𝼂 | Consonne occlusive pharyngale sonore ; = ɢ̠ ~ ʡ̬˖ |

### Diacritiques
L'extIPA (Extended International Phonetic Alphabet) élargit l'utilisation de certains des symboles de l'API habituels, tels que  ʰp pour la pré-aspiration, ou  tʶ pour l'uvularisation (en), ainsi que l'ajout de nouveaux symboles. Certains des diacritiques extIPA sont occasionnellement utilisés sans trouble de la parole, par exemple dans la langue liturgique damin (en).
| dévoisement ou vocalisation partiels     | dévoisement ou vocalisation partiels | dévoisement ou vocalisation partiels | dévoisement ou vocalisation partiels |
| ---------------------------------------- | ------------------------------------ | ------------------------------------ | ------------------------------------ |
| s̬᪽                                        | voisement central du [s]             | z̥᪽ ʒ̊᪻                                  | dévoisement central du [z], [ʒ]      |
| ₍s̬                                       | voisement initial                    | ₍z̥                                   | dévoisement initial                  |
| s̬₎                                       | voisement final                      | z̥₎                                   | dévoisement final                    |
| z̤᪽                                        | murmure partiel du [z]               | (etc.)                               | (etc.)                               |
|                                          |                                      |                                      |                                      |
| ̬z                                        | prévoisement (en)[z]                 | z ̬                                   | post-voisement [z]                   |
| a ̰                                       | [a] avec une laryngalisation         | (etc.)                               | (etc.)                               |
| dénasaliation ou dénasaliation partielle |                                      |                                      |                                      |
| m͊                                        | dénasalisation du [m]                | n͊᪻                                    | dénasalisation partielle du [n]      |

### Notations prosodiques et sons indéterminés
L'extension du API a adopté la notation entre crochet provenant de conventions transcrivant le discours. Les parenthèses sont utilisées pour indiquer la mise en bouche (articulation silencieuse), comme (ʃːː), un signe silencieux pour se taire. Les parenthèses sont aussi utilisées pour indiquer les pauses silencieuses, par exemple (...). Les doubles parenthèses indiquent un bruit externe, comme dans (2 syll.)) ou (2σ)) pour deux syllabes étrangères, bien que la convention commune en dehors de la pathologie du langage soit que cela indique des sons obscurcis ou non identifiables, comme lorsqu'une personne parle par-dessus une autre.
Dans l'extension de l'API, les sons non identifiables sont encerclés. Un cercle vide, ◯, est utilisé pour un segment indéterminé, ◯σ une syllabe indéterminée, Ⓒ un segment identifiable seulement en tant que consonne, etc. Les majuscules, telles que C dans Ⓒ, sont utilisées comme joker pour certaines catégories de sons, et peuvent être combinés avec les diacritiques API et extAPI. Par exemple, Ⓟ (un P majuscule entouré avec un diacritique sans voix) indique un plosif sans voix indéterminée. Les lettres API et extAPI régulières peuvent aussi être encerclé pour indiquer que leur identification est incertaine. Par exemple, ⓚ indique que le segment est probablement jugé en [k]. Au moins en écriture manuscrite, le cercle peut être étiré en ovale pour former de plus longues chaînes de symboles.
Des accolades avec des termes musicaux italiens sont utilisés pour la phonation et la notation prosodique, tels que [{falsetto hɛlp falsetto}] et des termes pour le tempo et la dynamique de la parole connectée. Celles-ci sont inscrites dans une notation {accolade} pour indiquer que ce sont des commentaires sur le texte intermédiaire. Les conventions VoQS utilisent une notation similaire pour la qualité vocale.